# Rhythm of the Rain
Rhythm of the Rain is een nummer geschreven door John Gummoe. Er zijn over de jaren verschillende versies gemaakt door onder andere The Cascades, Rob de Nijs (met de Nederlandse versie Ritme van de regen), Sylvie Vartan (met de Franse versie En écoutant la pluie), Gary Lewis & the Playboys en Jason Donovan.

## Engelse Versie
Rhythm of the Rain is een single van de Amerikaanse band The Cascades uit 1962. In 1963 stond het als elfde track op het gelijknamige album Rhythm of the Rain.

### Achtergrond
Rhythm of the Rain is geschreven door John Gummoe en geproduceerd door Barry De Vorzon. Schrijver Gummoe schreef het nummer terwijl hij bij de marine zat en daarvoor zes maanden lang op een schip bij Japan was. Het idee van het nummer kwam toen hij 's nachts wacht stond te houden terwijl het aan het regenen was en omdat hij zich verveelde begon hij met het schrijven van een lied. Het lied werd geproduceerd in de Gold Star Studios, waar Phil Spector ook zijn Wall of Sound creëerde. Het is de grootste hit van de band, het kwam onder andere tot de derde positie in de Billboard Hot 100. Ook in het Verenigd Koninkrijk stond het ook hoog met een vijfde plek in hun hitlijst. In België was het ook in beide hitlijsten te vinden, maar in Nederland niet.
De Engelse versie is over de jaren meermaals gecoverd. In 1969 bracht de band Gary Lewis & the Playboys het nummer als single uit en kwam daarmee tot de 63e positie in de Billboard Hot 100. In 1990 kwam Jason Donovan met zijn versie die ook in verschillende landen in de hitlijsten kwam. Zo bereikte het de negende plek in het Verenigd Koninkrijk, de veertiende plek in Vlaanderen, de 38e plaats in Duitsland en de 44e positie in Australië.

## Ritme van de regen
In 1963 kwam Rob de Nijs met een Nederlandse versie van het nummer, vertaling door Gerrit den Braber. Deze uitvoering bereikte de vierde plaats in de Nederlandse Tijd voor Teenagers Top 10.

## En écoutant la pluie
In 1963 schreef Richard Anthony een Franse versie van het nummer. Deze versie werd opgenomen door Sylvie Vartan. Het werd eerst uitgebracht op de ep Sylvie à l'Olympia in 1963 en in hetzelfde jaar stond het ook op het album Twiste et chante als achtste track. 
De Franse versie was internationaal geen groot succes, maar bereikte wel in Wallonië de Ultratop hitlijst; het kwam tot de elfde positie.